# Jevgen Marusjak
Jevgen Igorovič Marusjak (ukrajinsko Євген Ігорович Марусяк, latinizirano: Jevgen Igorovyč Marusjak), ukrajinski smučarski skakalec, * 16. marec 2000, Krivorivnja, Ukrajina.
Marusjak je član kluba ShVSM Ivano-Frankivsk in ukrajinske državne reprezentance. V svetovnem pokalu je debitiral 13. februarja 2021 na tekmi v Zakopanih, ko je zasedel 49. mesto. Nastopil je na Zimskih olimpijskih igrah 2022, kjer je zasedel 47. mesto na srednji skakalnici in 50. na veliki. 27. januarja 2023 je na letalnici Kulm na treningu kot prvi ukrajinski skakalec presegel 200 m, na tekmi 29. januarja pa je s 26. mestom prvič osvojil točke svetovnega pokala. 12. februarja je postal prvi ukrajinski skakalec z zmago v celinskem pokalu na tekmi v Klingenthalu. 1. aprila na finalu sezone na Letalnici bratov Gorišek v Planici se je z 18. mestom prvič uvrstil v prvo dvajseterico, postavil je tudi nov ukrajinski državni rekord z 213,5 m. Leta 2023 je na svojem tretjem svetovnem prvenstvu dosegel najboljšo uvrstitev na svetovnih prvenstvih s 17. mestom na srednji skakalnici. 17. marca 2024 je na letalnici Vikersundbakken dosegel svojo najboljšo uvrstitev v karieri z 11. mestom in nov ukrajinski državni rekord z 223 m, na finalu sezone na Letalnici bratov Gorišek v Planici pa je 22. marca dosegel 15. mesto in ponovno nov ukrajinski državni rekord z 228,5 m.